# 舞夢
『舞夢』（マイム）は、1990年（平成2年）に公開が予定されていた、日本のアニメーション映画。監督は河森正治。制作はサンライズとエピックソニーレコード（現・エピックレコードジャパン）。紀州熊野の山奥から自転車で東京へ出てきた少女、葛城舞夢の冒険を描く作品だったが、正式な制作発表前に中止となった。

## 経緯

### 企画開始まで
1985年（昭和60年）、河森正治はアニメーション映画『超時空要塞マクロス 愛・おぼえていますか』で監督デビューを果たした。しかし監督となった経緯は、元々の役割は設定監修であったのが、映画作りにのめり込んで監督になってしまったというもので、『マクロス』の作品を2年続けてのちは、ひとまずやりたいことは全てやってしまったという状態であったという。
また河森には、「企画や原案段階から自分でやったものでないと、やれるという気がしない」というこだわりがあったことから、再度監督を務める際にはオリジナル作品であることを前提としていたが、企画はなかなか通らなかった。『マクロス』の続編の話は何度もあったが、「1度やったことは2度とやりたくない」という思いから、そちらは全て断っていた。
このようにして、新作品のアイデアに行き詰まっていた河森が『舞夢』の制作を思いついたのは、ある日、道端でパンクした自転車の修理をしている少女を見かけ、声をかけたときのことであったという。河森が自転車好きだとわかると、少女は堰を切ったように多くのことを話し始め、自分は中学3年生の15歳で、紀州熊野の実家を家出同然で飛び出し、自転車を走らせて一人で東京まで出てきたのだと話した。少女が去っていった後、河森は「いまどき、こんなコもいるのか……。いけるな、こりゃ、けっこういけるな。よし、このコでいっちょ映画をつくるか！」と思い立ったとしている。

### 企画開始
ようやくにして『舞夢』の企画が通ったため、企画は『超時空要塞マクロス 愛・おぼえていますか』以来5年ぶりに、河森と美樹本晴彦のコンビによるアニメーション映画として動き始めた。1989年（平成元年）5月号の『アニメージュ』では、「葛城舞夢で "世界" を変える 河森正治 美樹本晴彦 舞夢宣言」として『舞夢』の企画が大きく発表され、舞夢のイラストが同号の表紙を飾ってもいる。
『舞夢』は、サンライズとエピックソニーレコード（現・エピックレコードジャパン）の提携作品として企画が進められた。実現すれば、エピックソニーが初めて制作を行うアニメーション映画となる予定だった。常務の丸山茂雄は、音楽を重視した映画として、サンライズが企画を持ってきたとしている。参加するアーティストは中堅どころを起用して、当該アーティストの世間一般への認知を図るほか、全アーティストを一堂に会させた『舞夢』コンサートなどを計画していることを丸山は明かしていた。

### 企画中止
のちの1994年（平成6年）に河森は『舞夢』について、「元気な女の子を主人公にしたものをやっておきたかった。いま思うとタイムリーでしたね（笑）。素直に作ればよかったのに、他人の手法は使いたくないとか言って、違うことをやろうとして、どうどう巡りになってしまった」と振り返っている。1989年（平成元年）に『魔女の宅急便』や『機動警察パトレイバー the Movie』が公開されると、よく似た場面がいくつも見受けられ、「マネはしない」と言っていた河森は打ちのめされたという。
結局、『舞夢』はパイロットフィルムは制作されたものの、正式な制作発表や、作画作業の開始前に企画中止となった。中止となったのは、ラストシーンの埋立地のコンテの途中だった。美樹本は「腹がたったのは河森君が、失敗作とわかっているのに、他人を巻きこめないといったことです。作品を流される方がよっぽど迷惑ですよ」とのちに語っている。2013年（平成25年）の書籍で河森は、「ラストシーンのイメージが他作品を連想させるという点が解消できず」にいたことが中止の理由であるとしている。
『舞夢』の企画中止は、河森にとって大きな挫折となった。3ヶ月ほどは殆ど、部屋から外へ出ることのできない状態であったという。しかし、1990年（平成2年）末からメカデザインの仕事を再開。1991年（平成3年）に結婚したことが転機ともなり、1994年（平成6年）には監督業に復帰した。

## あらすじ
15歳の少女舞夢は、紀州熊野の実家を家出同然で飛び出し、東京へとやってきた。便利屋として働く舞夢は、アパートの隣室の住人、タケシの様子がおかしいことに気付く。それがきっかけとなり、舞夢は伝説の秘宝を探す、壮大な冒険を始めることとなる。

## 登場人物
葛城 舞夢（かつらぎ まいむ）15歳の少女。紀州熊野の十津川峡出身。実家は町までバスで小1時間はかかる、山あいの小さな集落にある。先祖は熊野の山を護る、山伏のような存在であったらしい。普段着は「ヨレヨレのGジャンに、自分でGパンを切って作ったパンツ、それにハイソックスとスニーカー」。Gジャンの下はTシャツで、胸には「FLY」の「F」が書かれている。また、ウサギの髪留めを付けている。河森は舞夢について「好奇心旺盛で、行動力があって、それでいて、一時代前の女性のような部分も持ち合わせている女の子」としている。また2013年（平成25年）の書籍では、『舞夢』を「インスピレーションを実現化できる少女、舞夢の物語」であったとしている。
タケシ舞夢が住むアパートの隣室の住人。常に自室でゲームにいそしんでいる、「超ネクラなゲーム少年」。河森はインタビューで、実はタケシには「地球人とは異質の高度な文明を持つ、異次元人の "精神体"」が憑りついており、この異次元人が秘宝探しのため、タケシの肉体を利用しているという設定であることを明かしている。
加納（かのう）「相当なプレイボーイ」らしいカメラマン。舞夢が便利屋の仕事で、よく部屋の片付けやアシスタントを務めている。舞夢やタケシの行動を注視し、追い掛け回すこととなる。「舞夢は、どうやらこの加納に憧れているらしいとの情報も」とも解説されている。

## スタッフ
- 製作 - CBSソニーグループエピックソニーレコード、サンライズ
- エグゼクティブ・プロデューサー - 丸山茂雄、伊藤正典
- 原作 - 矢立肇、河森正治
- 監督 - 河森正治
- 脚本 - 河森正治、大野木寛
- キャラクター・デザイン、作画監督 - 美樹本晴彦
- 美術監督 - 金子英俊
- 撮影監督 - 奥井敦
- チーフ・アニメーター - 稲野義信
- メカニカル・デザイン - 明貴美加、石津泰志
- プロデューサー - 植田益朗、長崎行男

（出典：）